# Lennart Nilsson (kvinnoläkare)
Carl Börje Lennart Nilsson, född 12 april 1919 i Västra Skrävlinge församling, Malmö, död 14 juli 2009 i Täby församling i Stockholms län, var en svensk läkare.
Nilsson, som var son till stadsrevisor Emil Nilsson och Ida Månsson, blev efter studentexamen i Malmö 1937 medicine kandidat 1940 och medicine licentiat 1944 i Lund, medicine doktor i Göteborg 1957, docent i obstetrik och gynekologi vid Göteborgs universitet 1958 och vid Karolinska institutet 1968.
Nilsson innehade olika läkarförordnanden 1944–1950, var underläkare vid barnbördshuset och gynekologiska avdelningen på Borås lasarett 1950–1953, vid kvinnokliniken på Sahlgrenska sjukhuset 1953–1958, t.f. överläkare på Borås lasarett 1958–1959, blev poliklinikläkare vid kvinnopolikliniken på Sahlgrenska sjukhuset 1958, biträdande överläkare vid kvinnoklinik I på Sahlgrenska sjukhuset 1962, chefsläkare vid kvinnokliniken på Sankt Eriks sjukhus 1967 och överläkare vid kvinnokliniken på Danderyds sjukhus 1973. Han tjänstgjorde även vid Socialstyrelsen från 1973.
Nilsson var styrelseledamot i Sveriges Yngre Läkares Förening 1951–1956 och ordförande i Göteborgs underläkarförening 1954–1955. Han författade skrifter i gynekologi. 
Lennart Nilsson var från 1961 till hustruns död gift med Anna-Karin Nilsson (1938–2001). Makarna är begravda på Täby norra begravningsplats.